# Jürgen Lässig
Jürgen Lässig (25 februari 1943 - 17 februari 2022) var en tysk racerförare.